# Oxegen

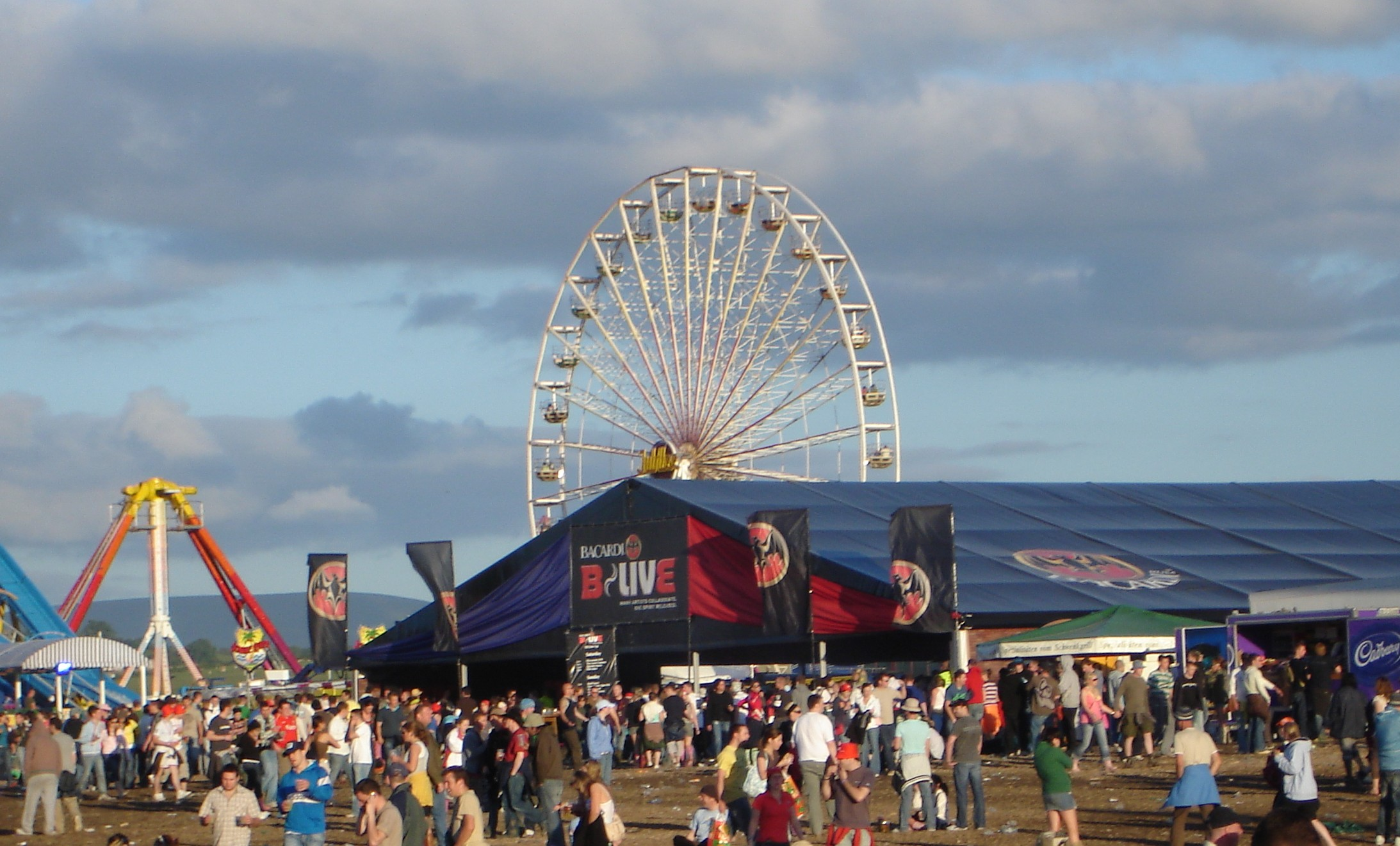
Ruota panoramica ed il Bacardy stage in una delle passate edizioni del festival

L'Oxegen è un Festival musicale che dal 2000 si tiene annualmente nell'ippodromo di Punchestown, contea di Kildare, Irlanda.
In precedenza il festival, svoltosi per quattro edizioni a partire dal 2000, si chiamava Witnness ed era sponsorizzato dalla Guinness. Solitamente l'Oxegen si svolge ad inizio luglio, in concomitanza col festival scozzese T in the Park di cui condivide in gran parte la formazione. L'affluenza media è di circa 80000 spettatori, molti dei quali si accampano sul posto.

## 2004
- The Cure
- The Strokes
- Kings of Leon
- PJ Harvey
- The Divine Comedy
- The Libertines
- Franz Ferdinand
- Scissor Sisters
- Muse
- Faithless
- Massive Attack
- Basement Jaxx
- Chemical Brothers
- Belle & Sebastian
- Snow Patrol
- The Darkness

## 2005
- Green Day
- Foo Fighters
- New Order
- James Brown
- The Prodigy
- Queens of the Stone Age
- Bloc Party
- Kaiser Chiefs
- Kasabian
- Keane
- Feeder
- The Killers
- The Bravery
- Interpol
- Razorlight
- LCD Soundsystem
- Echo & the Bunnymen
- The La's
- Audioslave
- Snoop Dogg

## 2006
- The Who
- The Strokes
- Arctic Monkeys
- James Brown
- Richard Ashcroft
- Gomez
- Primal Scream
- Maxïmo Park
- Editors
- Eels
- The Magic Numbers
- The Go! Team
- Red Hot Chili Peppers
- Feeder
- The Divine Comedy
- Kaiser Chiefs
- Paul Weller
- Franz Ferdinand
- Pharrell Williams
- Sigur Rós
- Manu Chao
- Goldfrapp
- Placebo
- Ben Harper
- Clap Your Hands Say Yeah
- The Kooks

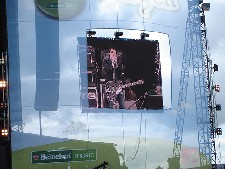
Placebo al Main Stage

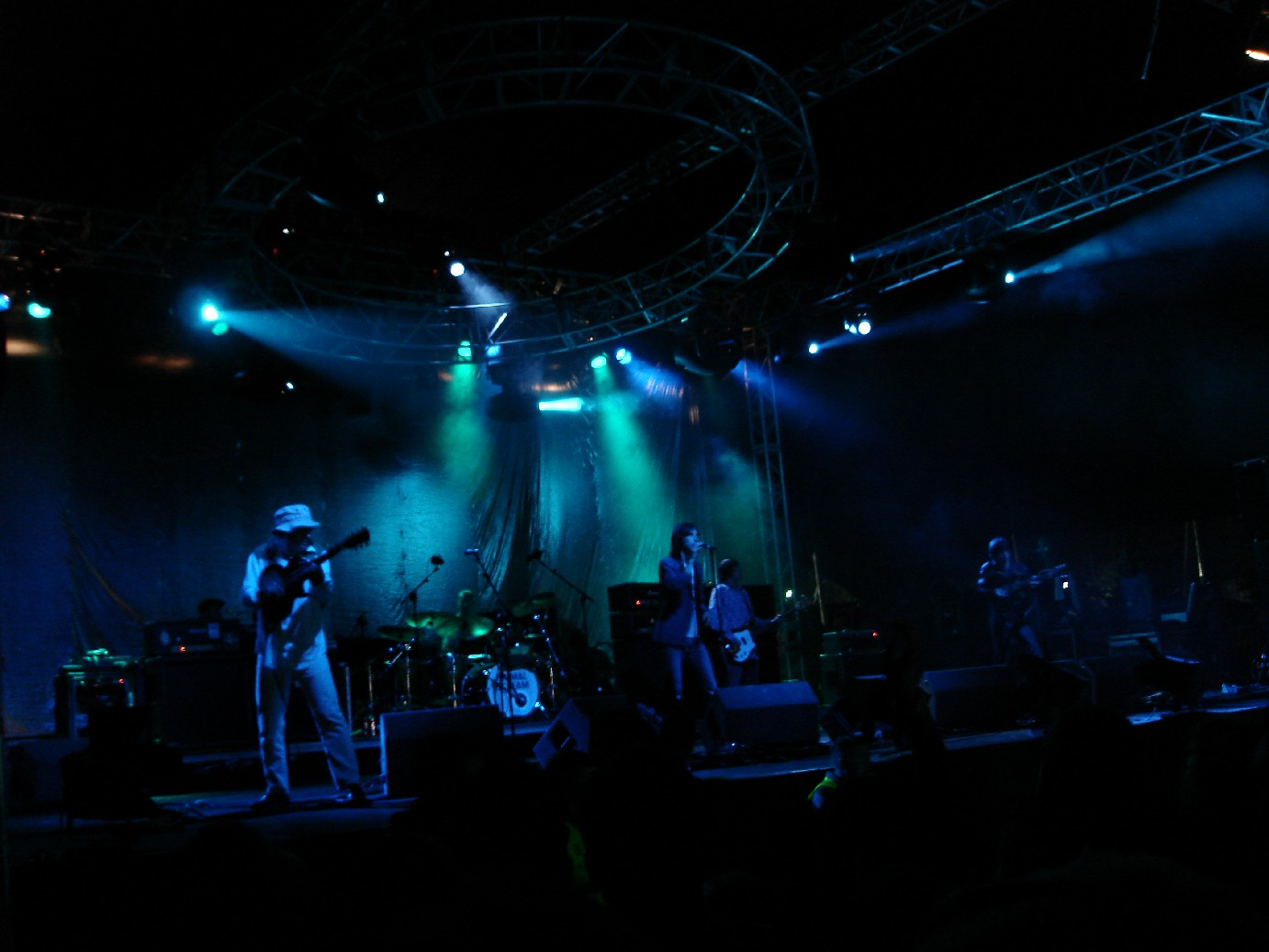
Primal Scream

I biglietti dell'edizione del 2006, messi in vendita il 3 marzo, furono esauriti in 48 ore. Il festival si svolse sabato 8 e domenica 9 luglio. La prima giornata fu segnata dal vento e dal cattivo tempo, la seconda si svolse sotto il sole.

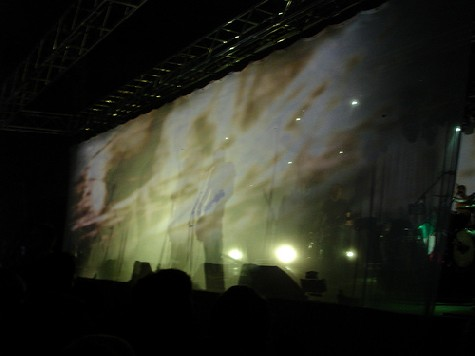
Sigur Rós

Il concerto dei The Who è stato il primo in Irlanda dopo 35 anni. I Sigur Rós hanno suonato con la bandiera italiana sul palco per celebrare la vittoria italiana ai campionati del mondo di calcio la cui finale si era conclusa pochi istanti prima del concerto. Spezzoni della partita stessa furono trasmessi sui maxischermi del main stage prima dell'inizio di alcuni concerti.

### Polemiche
Subito dopo il festival ci furono notevoli polemiche sulla sicurezza. I media, ed in particolare alcuni quotidiani, hanno aspramente criticato gli standard di sicurezza soprattutto in riferimento al camping. La società organizzatrice del festival, la MCD productions, ha risposto con alcuni comunicati stampa e con azioni legali "per evitare qualsiasi danno nei confronti dell'Oxegen o della MCD productions stessa". Ufficialmente ci sono stati 225 arresti per droga ed un presunto stupro. Circa 200 persone hanno invece ricevuto cure mediche per abuso di alcool o droga.

## 2007
- Muse
- Snow Patrol
- Scissor Sisters
- Interpol
- Queens of the Stone Age
- Editors
- AIR
- Tori Amos
- The Killers
- Razorlight
- Arcade Fire
- Bloc Party
- Daft Punk
- My Chemical Romance
- Mika
- Black Rebel Motorcycle Club
- Brian Wilson
- Rufus Wainwright
- Sinead O'Connor
- The National
- Babyshambles

L'edizione del 2007 si è svolta il 7 e l'8 luglio. Un primo lotto di biglietti è stato messo in vendita il 10 novembre 2006. Il resto dei biglietti è stato messo in vendita il 2 marzo 2007 ed è andato esaurito in circa un'ora. Come l'edizione precedente, il festival
è stato caratterizzato dalle avverse condizioni meteorologiche.

## 2008
- Kings of Leon
- Interpol
- Editors
- Paddy Casey
- The Coronas
- Amy Macdonald
- The Verve
- R.E.M.
- Stereophonics
- Amy Winehouse
- Counting Crows
- Newton Faulkner
- Scouting for Girls
- Bowling for Soup
- Rage Against the Machine
- Kaiser Chiefs
- The Fratellis
- The Kooks
- The Blizzards
- The Feeling
- Eddy Grant

L'edizione 2008 si è svolta per la prima volta in tre giorni, dall'11 al 13 luglio.
Gli utenti registrati al sito ufficiale del festival hanno avuto l'opportunità di acquistare i biglietti in anticipo, dalla mezzanotte del 27 novembre alle 7 del 30 novembre 2007.

## 2009
- Blur
- Snow Patrol
- The Script
- Lily Allen
- James
- The Coronas
- The Artane Band & The Brilliant Things
- Katy Perry
- Kings of Leon
- Bloc Party
- Elbow
- Yeah Yeah Yeahs
- James Morrison
- The Blizzards
- Squeeze
- The Saw Doctors
- The Killers
- Razorlight
- The Specials
- Paolo Nutini
- Lady GaGa
- Calvin Harris
- Ocean Color Scene

## 2010
- Arcade Fire
- Jay-Z
- Stereophonics
- Vampire Weekend
- The Black Keys
- The Coronas
- Eliza Doolittle
- Muse
- Kasabian
- Dizzee Rascal
- Florence and the Machine
- Biffy Clyro
- Two Door Cinema Club
- The Stranglers
- Eminem
- Faithless
- Paolo Nutini
- Bell X1
- Newton Faulkner
- Earth, Wind & Fire
- Echo & the Bunnymen